# Bunodactis maculosa
Bunodactis maculosa is een zeeanemonensoort uit de familie Actiniidae. De anemoon komt uit het geslacht Bunodactis. Bunodactis maculosa werd in 1954 voor het eerst wetenschappelijk beschreven door Carlgren. 